# Янко Добрев
Янко Добрев Ганев е български поет и белетрист.

## Биография и творчество
Роден е на 16 март 1921 г. в село Доситеево, община Харманли. Основната част от живота му минава в Пловдив.
Умира на 27 октомври 1994 г. в Пловдив.

## Произведения
- „Катунът се засели“ (повест, 1972)
- „Венчална вечер“ (разкази и легенди, 1981, второ разширено издание, 1994)
- „Бели ветрища“ (разкази и легенди, 1984)
- „Щъркелът Траклю“ (книга за деца, 1986)
- „Момчето и огънят“ (роман, 1987)
- „Под воя на кучетата“ (разкази и новели, 1989)
- „Жълъди от Сакар“ (разкази и новели, 1991)
- „Сто мъжки въздишки“ (любовна лирика, 1992, 1993)
- „Пропастта на любовта“ (легенди, 1993)
- „Маймун дере“ (1993)
- „Скитникът“ (роман, 1994)